# Wanzleben-Börde
Wanzleben-Börde est une ville allemande située en Saxe-Anhalt.

## Géographie
La ville de Wanzleben-Börde est située dans la plaine de Magdeburger Börde. La rivière Aller prend sa source sur le territoire de la ville.

## Quartiers
- Bergen
- Blumenberg
- Bottmersdorf
- Buch
- Domersleben
- Dreileben
- Eggenstedt
- Stadt Frankfurt
- Klein Germersleben
- Klein Wanzleben
- Groß Rodensleben
- Hemsdorf
- Hohendodeleben
- Klein Rodensleben
- Schleibnitz
- Seehausen
- Wanzleben

## Histoire
La ville de Wanzleben-Börde a été créée le 1er janvier 2010 dans le cadre de la réforme territoriale en Saxe-Anhalt.

## Personnalités liées à la ville
- Friedrich von Matthisson (1761-1831), écrivain né à Hohendodeleben.
- Richard Barth (1850-1923), compositeur né à Grosswanzleben.
- Martin Bangemann (1934-2022), homme politique né à Wanzleben.